# Murexid
Murexid patří spolu s xylenovou modří, eriochromovou černí a pyrokatechinovou violetí do skupiny metalochromních indikátorů.
Jedná se o amonnou sůl kyseliny purpurové C8H5N5O6, ve volném stavu neznámé. Murexid, který má vzorec C8H4N5O6. NH4 + H2O, vzniká různými pochody z dusíkatých látek, příslušných do skupin kyseliny močové. Tento indikátor se používá ke stanovení mědi, niklu, kobaltu při pH 8 až 9 (barevný přechod ze žlutooranžové do červenofialové) a vápníku při pH 12 (z červené do modrofialové).